# Państwowa Nagroda Federacji Rosyjskiej

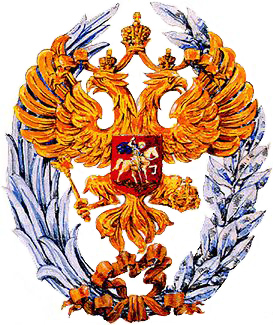
Odznaka nagrody

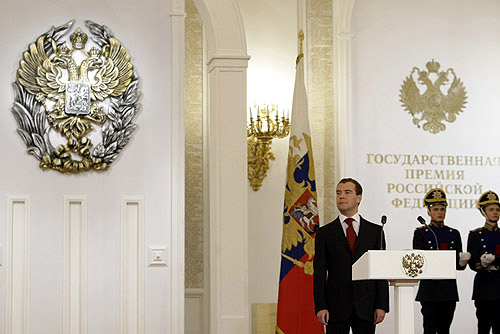
Ceremonia wręczenia nagród w roku 2008 z udziałem prezydenta Miedwiediewa

Państwowa Nagroda Federacji Rosyjskiej (ros. Государственная премия Российской Федерации) – nagroda przyznawana corocznie od 1992 roku przez prezydenta Federacji Rosyjskiej za wkład w rozwój nauki i techniki, literatury i sztuki oraz w dziedzinie humanitarnej. 

## Opis
Nagroda w materialnej postaci to metalowa odznaka przedstawiająca herb Federacji Rosyjskiej – dwugłowego, złotego orła z herbem św. Jerzego w centralnym punkcie, otoczonym laurowo-palmowym wieńcem. Odpowiednio do dziedziny, w której została przyznana, jej laureatom przysługują tytuły Laureat Państwowej Nagrody Federacji Rosyjskiej w Dziedzinie Nauki i Techniki (maksymalnie cztery nadania), Laureat Państwowej Nagrody Federacji Rosyjskiej w Dziedzinie Literatury i Sztuki (maksymalnie trzy nagrody), Laureat Państwowej Nagrody Federacji Rosyjskiej za Wybitne Osiągnięcia w Dziedzinie Humanitarnej (można przyznać tylko jedną nagrodę) oraz gratyfikacja finansowa (5 mln rubli), okolicznościowy dyplom, odznaka (wraz z miniaturką) i legitymacja potwierdzająca przyznanie nagrody.  
Nagroda ma charakter personalny i na ogół przyznawana jest jednej osobie. Jeśli autorstwo danego osiągnięcia przynależy kilku osobom nagroda może zostać przyznana kilku osobom (nie więcej jednak niż trzem) i w tym wypadku gratyfikacja finansowa rozdzielana jest na odpowiednio równe części. Dopuszczalne jest, w przyypadku wyjątkowo wybitnych osiągnięć, powtórne przyznanie nagrody wcześniejszym laureatom. 
Kandydatów do nagród w poszczególnych dziedzinach nominują Rada przy Prezydencie Federacji Rosyjskiej ds. Nauki, Techniki i Kształcenia oraz Rada przy Prezydencie Federacji Rosyjskiej ds. Kultury i Sztuki. 
Przyznanie nagrody możliwe jest pośmiertnie, a gratyfikacja finansowa oraz wszelkie związane z nagrodą atrybuty przynależą spadkobiercom laureata. 
Ceremonia wręczenia nagród ma uroczysty charakter z udziałem prezydenta FR corocznie w dniu Święta Rosji – 12 czerwca w Pałacu Kremlowskim. Zasady przyznawania nagrody regulują obecnie (2013) ukazy prezydenta FR: nr 785 z 21 czerwca 2004 i nr 1296 z 16 listopada 2006. 

## Laureaci
W ponad 20-letniej historii przyznawania nagrody wśród jej laureatów znajduje się obecnie wiele znanych osobistości ze świata rosyjskiej kultury i nauki, w tym kompozytorzy Sofija Gubajdulina (laureat w 1992), Rodion Szczedrin (laureat w 1992) i Michaił Pletniow (laureat w 2005), pisarze Aleksander Sołżenicyn (laureat w 2006) i Fazil Iskander (laureat w 1993), poetka Bella Achmadulina (laureat w 2004), aktorzy Leonid Broniewoj (laureat w 1996), Władimir Iljin (laureat w 1999), Jelena Panowa (laureat w 2001), Aleksiej Batałow (laureat w 2005), Alisa Frejndlich (laureat w 2007), śpiewaczki operowe Anna Netrebko (laureat w 2004) i Olga Borodina (laureat w 2006), primabaleriny Swietłana Zacharowa (laureat w 2006) i Diana Wiszniowa (laureat w 2000), tancerz Igor Moisiejew (laureat w 1996), dyrygenci Mstisław Rostropowicz (laureat w 1995) i Walerij Giergijew (laureat w 1993 i 1999), naukowcy Michaił Kałasznikow (laureat w 1997), Aleksiej Fridman (laureat w 2003 i 2008), Ludwig Faddiejew (laureat w 1995 i 2004), Władimir Arnold (laureat w 2007), Jewgienij Kaspierski (laureat w 2009) i Jurij Oganiesian (laureat w 2010).
Laureatami nagrody są również: były prezydent Francji Jacques Chirac, którą otrzymał w 1995 roku oraz zmarły patriarcha Aleksy II (laureat w 2005).  